# Prospalta capensis
Prospalta capensis là một loài bướm đêm trong họ Noctuidae.